# Lisa Arrindell Anderson

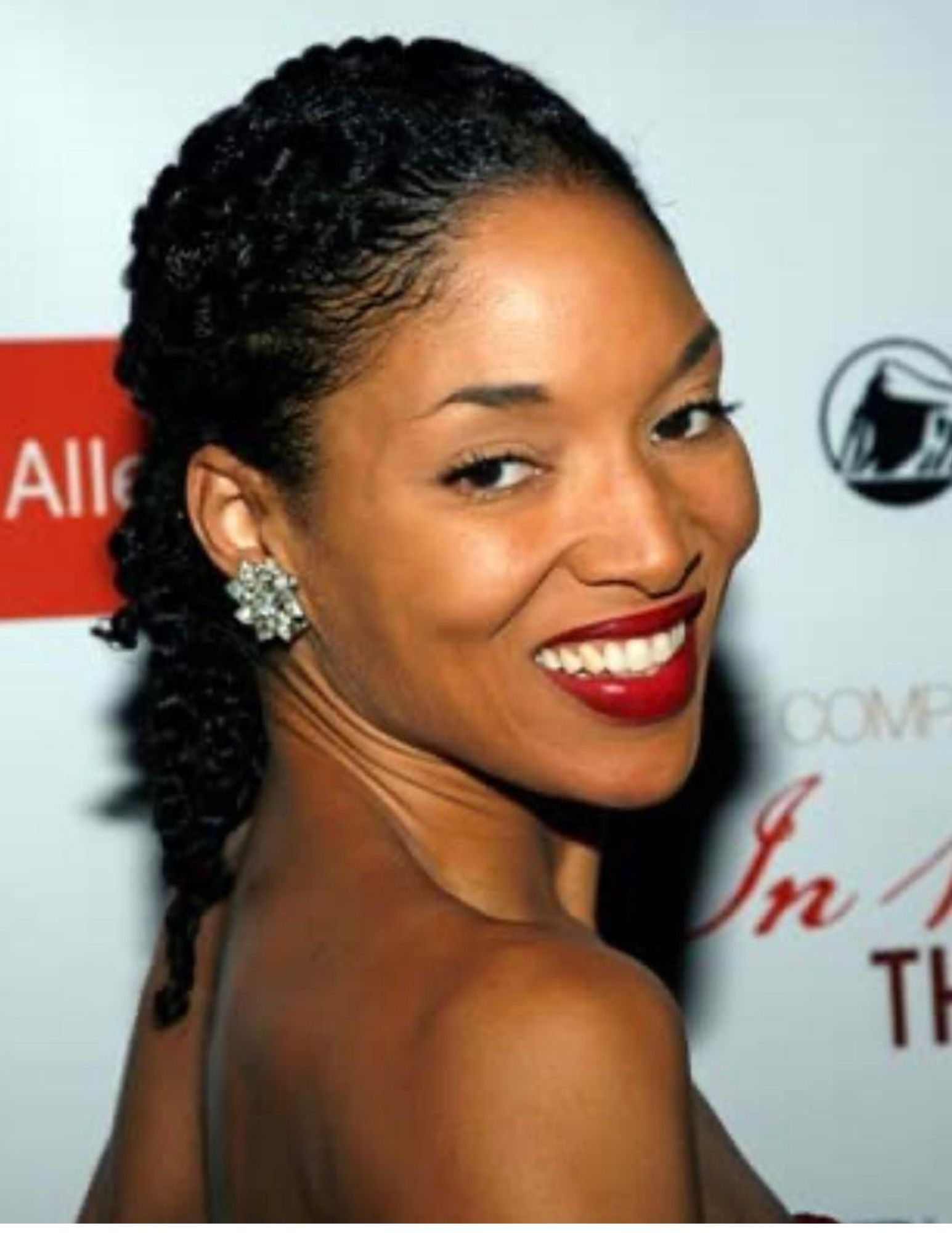
Lisa Arrindell Anderson, 2023

Lisa Arrindell Anderson (* 24. März 1969 in New York City) ist eine US-amerikanische Schauspielerin.

## Leben und Leistungen
Anderson debütierte in einer Folge der Bill-Cosby-Show aus dem Jahr 1991. Im Actionfilm Selbstjustiz – Ein Cop zwischen Liebe und Gesetz (1991) spielte sie an der Seite von Michael Keaton, Rene Russo und Anthony LaPaglia. In den Jahren 1995 bis 1996 war sie in der Fernsehserie In the House zu sehen.
Für ihre Rolle im Filmdrama A Lesson before Dying – Zwischen Leben und Tod (1999) wurde Anderson im Jahr 2000 für den Black Reel Award nominiert. Ihre zweite Nominierung für diesen Preis erhielt sie 2001 für die Rolle im Filmdrama Eine Liebe in Brooklyn (2000), in dem sie neben Sanaa Lathan und Wesley Snipes spielte. Im Filmdrama The Second Chance (2006) übernahm sie eine der größeren Rollen.

## Filmografie (Auswahl)
- 1991: Selbstjustiz – Ein Cop zwischen Liebe und Gesetz (One Good Cop)
- 1994: Die Geschworene (Trial by Jury)
- 1995: Clockers
- 1995–1996: Ein schrecklich nettes Haus (In The House, Fernsehserie)
- 1999: A Lesson before Dying – Zwischen Leben und Tod (A Lesson Before Dying)
- 2000: Eine Liebe in Brooklyn (Disappearing Acts)
- 2006: Big Mama’s Haus 2 (Big Momma's House 2)
- 2006: The Second Chance
- 2006: Madea's Family Reunion